# مات هولويل
مات هولويل (بالإنجليزية: Matt Hollowell)‏ هو حكم كرة قاعدة ‏ أمريكي، ولد في 12 يوليو 1971 في سومرفيل في الولايات المتحدة.